# Tinia Valles
Le Tinia Valles sono una struttura geologica della superficie di Marte.